# 94식 산포

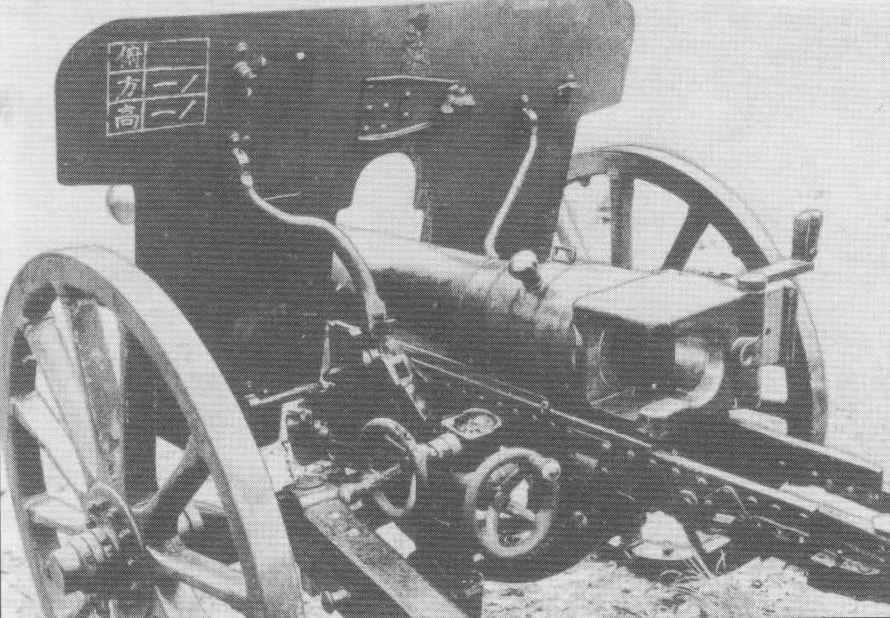
94식 포의 포미

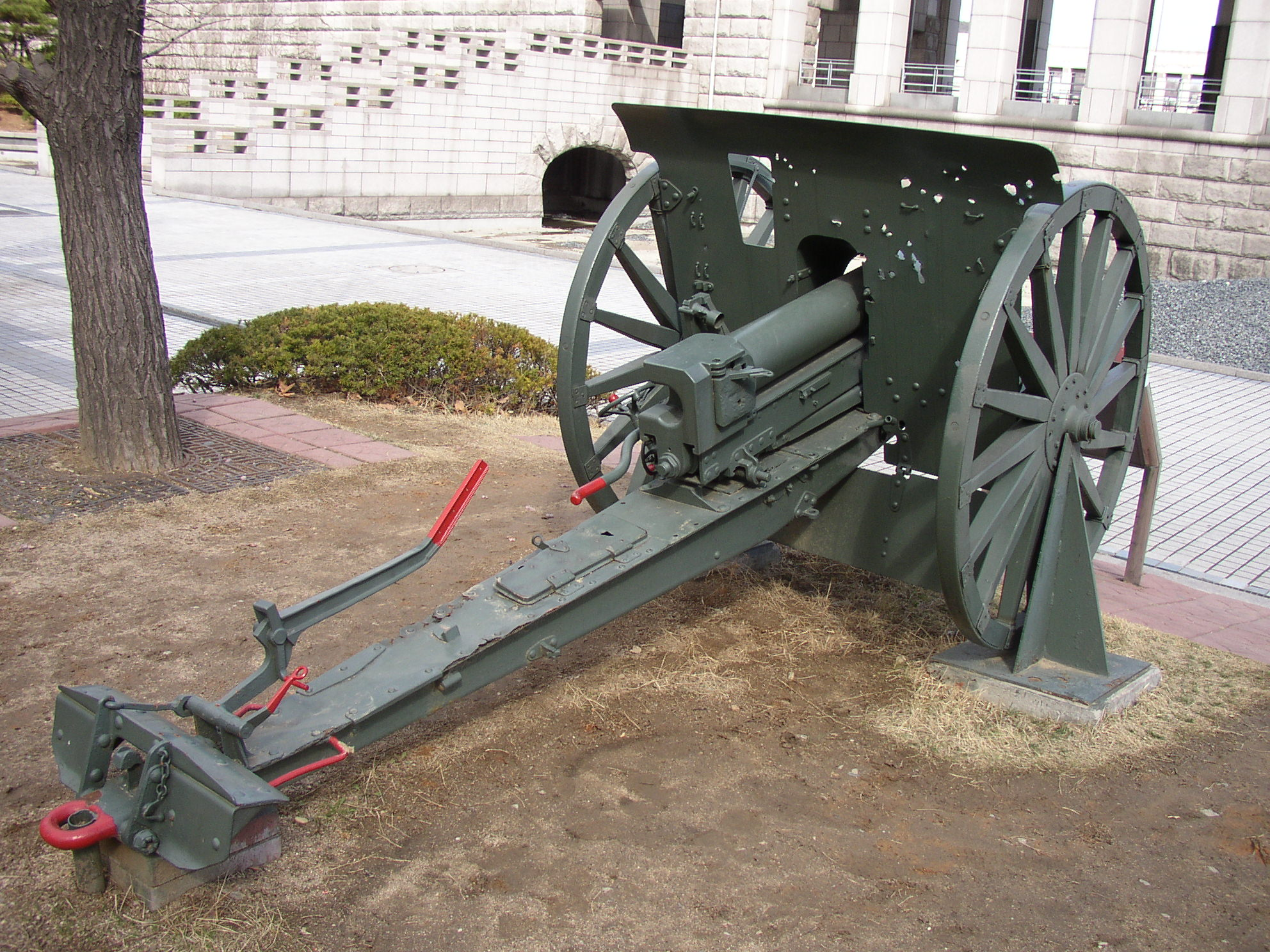
75mm 산포 Type 94의 앞 측면(전쟁기념관 소재)

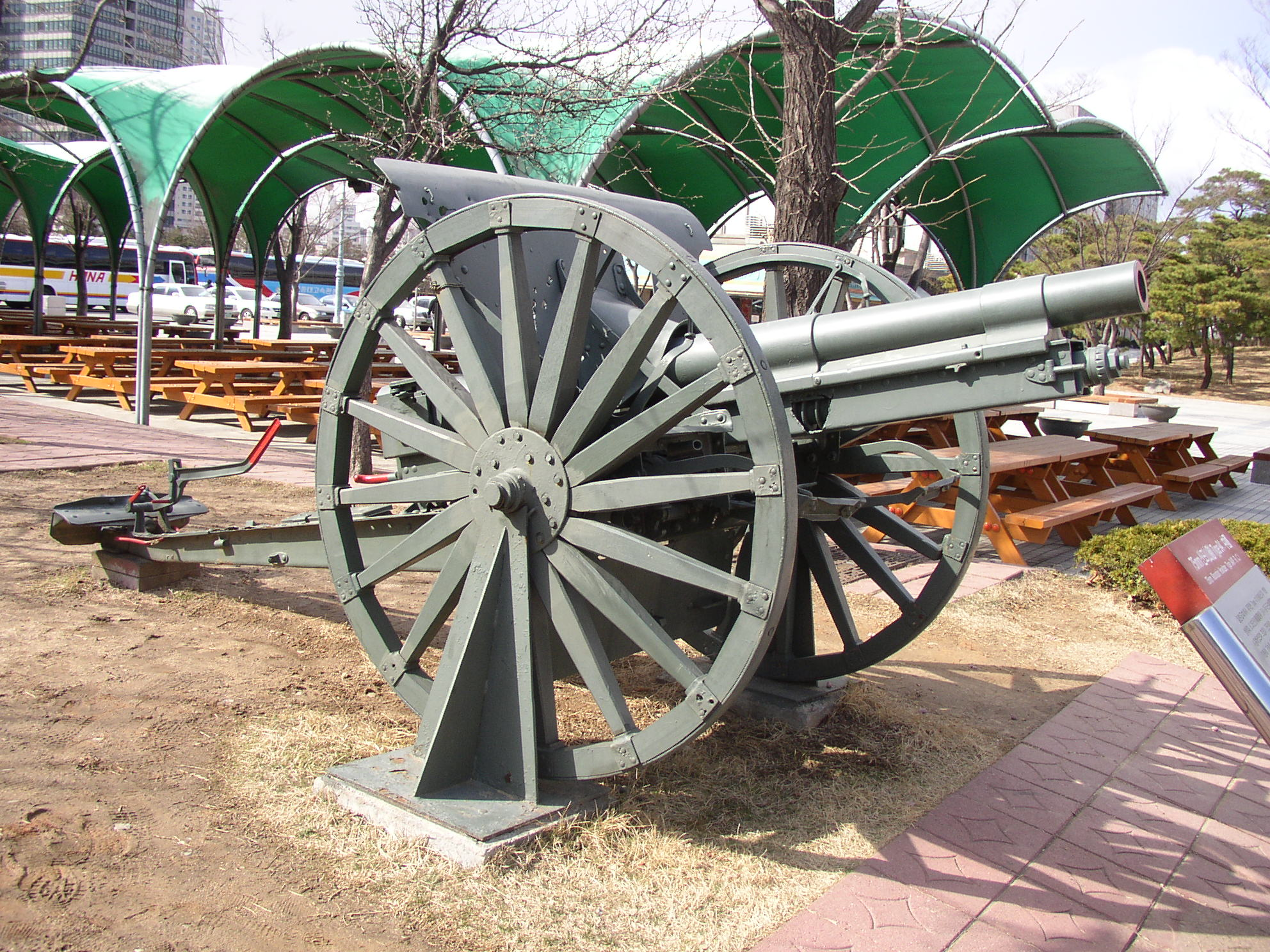
75mm 산포 Type 94의 뒷 측면(전쟁기념관 소재)

94식 75 mm 산포(山砲)는 일본이 1908년 제작한 41식 75 mm 산포의 개량형이다. 한국전쟁 당시 중화인민공화국 인민해방군이 복제하여 사용하였으며, 조립이 간단하여 산악지에서도 신속한 기동이 가능한 화포이다.

## 제원
- 길이: 3.99m
- 폭: 1.32m
- 발사속도: 10~20발/분
- 관통력: 2.8inch
- 무게: 536.1kg